# 清永利亮
清永 利亮（きよなが としすけ、1934年6月30日 - 2023年1月25日）は、日本の裁判官、弁護士。最高裁判所調査官や東京高等裁判所部総括判事等を歴任した。

## 人物・経歴
九州大学法学部卒業後、1963年に裁判官任官。最高裁判所調査官や東京地方裁判所部総括判事、水戸家庭裁判所長を経て東京高等裁判所部総括判事。
知的財産訴訟関連の仕事が多く、東京地裁や東京高裁では知的財産担当の部署に配属され、最高裁調査官時代には最高裁判例に採択されることとなる事件も取り扱った。
- 九州大学法学部卒業
- 1963年 - 判事補任官
- 1973年 - 東京地方裁判所判事
- 1977年 - 旭川地方裁判所部総括判事
- 1980年 - 最高裁判所調査官
- 1985年 - 東京高等裁判所判事
- 1987年 - 東京地方裁判所部総括判事
- 1992年 - 千葉地方裁判所部総括判事
- 1994年 - 水戸家庭裁判所長
- 1996年 - 東京高等裁判所部総括判事
- 1999年 - 定年退官、弁護士登録
- 2004年 - 瑞宝重光章受章
- 2023年 - 死去。叙従三位[2]。

## 裁判
- 1989年、東京地方裁判所において童謡「チューリップ」の歌詞の著作者を巡って争われた裁判で、原告の近藤宮子の主張を認め、音楽家と日本音楽著作権協会が「共同して権利を侵した」として両者に損害賠償の支払いを命じた（その後、被告は控訴を行ったが最終的に原告の勝訴が確定）[3]。
- 1993年、千葉地方裁判所においてトンネル工事や炭鉱作業によりじん肺にかかった原告が、かつての勤務先4社を相手に損害賠償を求めた裁判で、4社の過失責任を認め、連帯して賠償を行うよう判決を下した。じん肺訴訟の中で、働く時間が異なる複数の企業に連帯責任を認めたのはこの判決が初めて[4]。
- 川崎公害の健康被害を受けた患者と家族、および公害病で死亡や自殺した患者の遺族が首都高速道路公団や日本政府を相手に起こした訴訟（第四次川崎公害訴訟）の控訴審において、1999年に双方の和解が成立し、第一次公害訴訟が提訴されてから17年ぶりに川崎公害訴訟は結末を迎えた[5]。

## 著書
- 『新・実務民事訴訟講座 5 （不法行為訴訟 2）』（共著、日本評論社、1983年）
- 『工業所有権四法 : 実務相談』（共編、商事法務研究会、1994年）
- 『知的財産権（現代裁判法大系 ; 26）』（共編、新日本法規出版、1999年）